# Spinasteron waldockae
Spinasteron waldockae là một loài nhện trong họ Zodariidae.
Loài này thuộc chi Spinasteron. Spinasteron waldockae được Barbara C. Baehr miêu tả năm 2003.